# Bratya razboyniki
Bratya razboyniki é um filme de drama russo de 1912 dirigido por Vasily Goncharov.

## Enredo
O filme conta a história de uma gangue de ladrões que se reuniu nas margens do rio e começou a ouvir a história de um deles.

## Elenco
- Arsenii Bibikov
- Ivan Mozzhukhin
- Vasili Stepanov
- Dolinina
- Aleksandra Goncharova